# منتزه أنقرة (سول)
منتزه أنقرة (بالتركية: Ankara Parkı) هو منتزه يمتد على مساحة تقارب 16 ألف متر مربع. يقع في سول، كوريا الجنوبية. 

## تاريخ
خلال الحرب الكورية التي اندلعت في عام 1950 ، أرسلت تركيا جنودًا إلى كوريا الجنوبية وقدمت مساعدات مختلفة للسكان المحليين الذين يعيشون هناك. في إطار العلاقات بين كوريا الجنوبية وتركيا التي بدأت تتطور منذ تلك السنوات، تم توقيع بروتوكول مشترك بين بلديتي أنقرة وسول في عام 1971 وأعلنت هاتان الإدارتان بعضهما البعض كمدن شقيقة. تم إنشاء المنتزه، في سول في مايو من نفس العام ، باسم منتزه أنقرة. علاوة على ذلك؛ هناك أيضًا حديقة بإسم كوريا التي تم افتتاحها في عام 1973 في أنقرة.